# Simfonija br. 5 (Betoven)
Simfonija broj 5, c - moll, opus 67, Ludviga van Betovena. Ova simfonija je jedna od najpoznatijih. Njen osnovni moto Eroike - ideal herojstva junaka pojedinca - prenosi na opšti, čovečanski plan i evocira borbu i pobedu čovečanstva kao svetske celine. Zato je Peta Betovenova simfonija postala „Simfonija sudbine“.
Nastala je i premijerno izvedena u Beču 1808. godine, zajedno sa Šestom, Pastoralnom. Ni za nju u Bečkim muzičkim krugovima i među publikom toga vremena, nije bilo mnogo razumevanja. Zbog smelih idejnih i melodijskih rešenja. Muzički pisac Pol Beker je srećno okarakterisao četiri njena stava kao: I. Borba; II. Nada; III. Očajanje; IV. Pobeda. Tek kasnije, u Devetoj Simfoniji, Betoven će ponovo obraditi muzičke ideje ove simfonije, samo u još širem i još snažnijem (mada ne i dovršenom) idejnom i zvučnom kontekstu. U Petoj Simfoniji, postignuto je do tada i gotovo do danas, neprevaziđeno jedinstvo oblika i sadržaja, zbog čega se ova Simfonija kod šire publike najviše i ceni. Ukupno, Simfonija traje 31 minut.

## Forma i analiza
Prvi stav je svuda poznati Allegro con brio. Početni motiv MI - MI - MI - DO, postao je praktično najcitiraniji muzički motiv svuda u svetu, kada bi se o klasičnoj muzici poveo makar neki razgovor. Na ovom motivu, praktično se razvija ceo prvi stav, a zasnivaju i tri potonja. Tako sudbina kuca na vrata opisao je Betoven. Nastupa u ovom stavu i druga tema, jedna dolce-melodija, koja međutim ne predstavlja nikakav kontrast demonskoj snazi prve. Betoven u razvojnom delu vrlo sažeto, sa ona četiri osnovna tona, razrađuje borbu i iznurenost opštečovečanskog junaka, a u reprizu uvodi jedan impresivni rečitativ oboe.
Drugi stav je Andante con moto i jednostavna tema stava, koja za osnovu ima početni motiv Simfonije, raspreda se u čitav niz varijacija, u kojima trube razlažu prva tri tona u jedan sekundni pomak, na koji odgovaraju violine, a u violončelima se konačno obrušava početni motiv sudbine. Nakon skalnih pasaža gudača, orkestar najavljuje trijumf poslednjeg stava, na šta fagoti i oboe daju smireni dijalog, potcrtani akordima gudača. Prema kraju, ovaj dramatično - ljupki tok dobija na širini i uzvišenosti.
Treći i četvrti stav su povezani u jednu celinu i nose identičnu oznaku: Allegro. Trećem stavu teško da odgovara naziv skerco, jer deluje vrlo mračno, avetinjski. Srodnost sa prvim stavom i ovde je upadljiva: posle zatamnjenog nastupa violončela, rogovi daju signal uzbune, u tempu početnog motiva Simfonije. Središnji trio u fugiranju započinju basovi, ali fantomska melodija u violončelima ponovo unosi strepnju, a kada na akorde gudača nastupi bubnjanje timpana, sledi burno nabujavanje kojim ulazimo u finalni stav. Nabujavanje se razlije u jedan snažni i jednostavni marš koji slušaoce osvaja na prepad. I tada se prvi put oglašavaju tromboni. Prvi talas napada se razvio, ali biva odbijen i nakratko nastupa smirivanje, vraćanjem u idejne okvire trećeg stava. Finalni marš ponovo započinje i vođen početnim sudbinskim motivom, prelazi u pobedonosni jurš, koji narasta u pravi finale: zanos konačne pobede. Ali, završnica je podosta razvučena i u tom pogledu, ona je pravi izazov za dirigente. Potrebno je dosta kontrole i maštovitosti, da se ovaj zanos drži u što manje razvučenom vremenskom okviru, za šta je potrebno sporije i raspevanije - nikako žustro - izvođenje svih prethodnih stavova. Završnica predstavlja konačni trijumf čovečanstva i Veru u njegovu konačnu pobedu.

## Mediji
| Izvođač Berlinski filharmoničari, dirigent Vilhelm Furtvengler 1937. godine                              | |
| 1. stav, Alegro kon brio (deo 1) — (zaključak) 2. stav, Andante kon moto (deo 1) — (deo 2) — (zaključak) | 3. stav, Alegro (deo 1) — (zaključak) 4. stav, Alegro (deo 1) — (deo 2) — Presto (zaključak) Имате потешкоће при редпродукцији ових записа? Погледајте ВП:Помоћ око снимака . |

## Istorija

### Razvoj
Peta simfonija je imala dug proces razvoja, jer je Betoven razradio muzičke ideje za delo. Prve „skice” (grubi nacrti melodija i drugih muzičkih ideja) datiraju iz 1804. godine nakon završetka Treće simfonije. Betoven je više puta prekidao svoj rad na Petoj simfoniji da bi pripremio druge kompozicije, uključujući prvu verziju Fidelija, klavirsku sonatu Apasionata, tri gudačka kvarteta Razumovskog, Koncert za violinu, Četvrti klavirski koncert, Četvrtu simfoniju i Misu u C. Završna priprema Pete simfonije, koja se odigrala 1807–1808, obavljena je uporedo sa Šestom simfonijom, koja je premijerno izvedena na istom koncertu.
Betoven je u to vreme bio u tridesetim godinama; njegov lični život je bio uznemiren sve većom gluvoćom. U svetu uopšte, ovaj period obeležili su Napoleonovi ratovi, politička previranja u Austriji i okupacija Beča od strane Napoleonovih trupa 1805. godine. Simfonija je napisana u njegovom konaku u kući Paskvalati u Beču.

### Premijera
Peta simfonija je premijerno izvedena 22. decembra 1808. na ogromnom koncertu u Teatru na reci Vin u Beču, koji se u potpunosti sastojao od Betovenovih premijera, a u režiji samog Betovena na dirigentskom podijumu. Koncert je trajao više od četiri sata. Dve simfonije su se pojavile na programu obrnutim redosledom: prva je svirana Šesta, a u drugom poluvremenu Peta.

### Prijem i uticaj
Na premijerno izvođenje, koje se odigralo u nepovoljnim uslovima, bilo je malo kritika. Orkestar nije dobro svirao — sa samo jednom probom pre koncerta — i u jednom trenutku, nakon greške jednog od izvođača u Horskoj fantaziji, Betoven je morao da prekine muziku i počne ponovo.
Kako ova divna kompozicija, u vrhuncu koji se sve više penje, vodi slušaoca imperativno napred u duhovni svet beskonačnog!... Nema sumnje da cela juri kao genijalna rapsodija pored mnogih ljudi, ali dušu svakog promišljenog slušaoca sigurno uzburka, duboko i intimno, osećanje koje nije ništa drugo do ta neizreciva glasna čežnja, i do poslednjeg akorda – zaista, čak i u trenucima koji slede – on će biti nemoćan da izađe iz tog čudesnog duhovnog carstva gde ga tuga i radost grle u vidu zvuka ...
Simfonija je ubrzo stekla status centralne stavke orkestarskog repertoara. Svirala se na inauguracionim koncertima Njujorške filharmonije 7. decembra 1842. i Nacionalnog simfonijskog orkestra [SAD] 2. novembra 1931. Prvi ju je snimio Orkestar Odeon pod vodstvom Fridriha Karka 1910. Prvi stav (u izvođenuj Filharmonijskog orkestra) je predstavljen na Vojadžerovom zlatnom recordu, fonografskoj ploči koja sadrži širok uzorak slika, uobičajenih zvukova, jezika i muzike Zemlje, poslate u svemir na sondi Vojadžer 1977. Revolucionarna u smislu svog tehničkog i emotivnog uticaja, Peta simfonija je imala veliki uticaj na kompozitore i muzičke kritičare i inspirisala je rad kompozitora kao što su Brams, Čajkovski (posebno njegova 4. simfonija), Brukner , Maler i Berlioz.

## Literatura
- Carse, Adam. „The Sources of Beethoven's Fifth Symphony.”. Music & Letters. 29 (3): 249—262. јул 1948..
- Knapp, Raymond (лето 2000). „A Tale of Two Symphonies: Converging Narratives of Divine Reconciliation in Beethoven's Fifth and Sixth.”. Journal of the American Musicological Society. 53 (2): 291—343..
- Guerrieri, Matthew (2012). The First Four Notes: Beethoven’s Fifth and the Human Imagination. New York: Alfred A. Knopf. ISBN 9780307593283.
- Buch, Esteban, Beethoven's Ninth: A Political History. 1563. ISBN 978-0-226-07824-3. Архивирано из оригинала 08. 06. 2008. г. Приступљено 04. 10. 2024.. translated by Richard Miller,.  (University Of Chicago Press)
- Parsons, James, "Deine Zauber binden wieder: Beethoven, Schiller, and the Joyous Reconciliation of Opposites" ("Your magic binds again"), Beethoven Forum (2002) 9/1, 1–53.
- Rasmussen, Michelle, "All Men Become Brothers: The Decades-Long Struggle for Beethoven's Ninth Symphony", The Schiller Institute, June, 2015.
- Taruskin, Richard (1995). „Resisting the Ninth”.  Ур.: his. Text and Act: Essays on Music and Performance. Oxford University Press..
- Cook, Nicholas (1993). Beethoven: Symphony No. 9. Cambridge Music Handbooks. Cambridge: Cambridge University Press. ISBN 0-521-39039-7.
- Cook, Nicholas (1993b). „2. Early impressions”. Beethoven: Symphony No. 9. Cambridge Music Handbooks. Cambridge: Cambridge University Press. стр. 26—47. ISBN 978-0-521-39924-1. doi:10.1017/cbo9780511611612.003.
- Hopkins, Antony (1981). The Nine Symphonies of Beethoven. London: Heinemann.
- Symphony No. 9, Op. 125: Песме на сајту IMSLP (језик: енглески)
- Шаблон:Cantorion
- Levy, David Benjamin (2003). Beethoven: the Ninth Symphony (revised изд.). Yale University Press.
- Makell, Talli (2002). „Ludwig van Beethoven”.  Ур.: Alexander J. Morin. Classical Music: The Listener's Companion. San Francisco: Backbeat Books.
- Matthews, David (1980). Michael Tippett: An Introductory Study. London: Faber.
- Noorduin, Marten (2021-05-17). „The metronome marks for Beethoven's Ninth Symphony in context”. Early Music. 49: 129—145. ISSN 0306-1078. doi:10.1093/em/caab005 .
- Sachs, Harvey (2010). The Ninth: Beethoven and the World in 1824. Faber and Faber (Review by Philip Hensher, The Daily Telegraph (London), 5 July 2010).
- Wegner, Sascha (2018). Symphonien aus dem Geiste der Vokalmusik : Zur Finalgestaltung in der Symphonik im 18. und frühen 19. Jahrhundert. Stuttgart: J. B. Metzler.
- Brown, Clive (1988). „The Orchestra in Beethoven's Vienna”. Early Music. 16 (1): 4—20. doi:10.1093/earlyj/xvi.1.4.
- Cooper, Barry (2008). Beethoven. Oxford University Press.
- Jones, David Wyn (1995). Beethoven: The Pastoral Symphony. Cambridge University Press.
- Thayer, Alexander Wheelock (1991).  Elliot Forbes, ур. Thayer's Life of Beethoven, Volume 1. Princeton University Press.

## Spoljašnje veze
- Symphony No. 5: Песме на сајту IMSLP (језик: енглески)
- Symphony No. 5 is available in PDF format created from MuseData.